# Comuna Laza, Vaslui
Laza este o comună în județul Vaslui, Moldova, România, formată din satele Bejenești, Laza (reședința), Râșnița și Sauca.

## Așezare
Comuna este așezată în sudul Podișului Central Moldovenesc la interferența cu Colinele Tutovei. Este tranversată de șoseaua națională DN2F (Vaslui-Bacău) și de DJ247 ce intră pe DN2F. Cea mai mare parte a teritoriului comunei, se desfăşoară în bazinul pârâului Racova, afluent pe partea dreaptă al râului Bârlad. 
Se învecinează la nord cu comuna Delești, la sud cu comuna Pușcași, la est cu comuna Bălteni și la vest cu comuna Poienești.

## Demografie
Componența etnică a comunei Laza
     Români (95,23%)
     Alte etnii (0,1%)
     Necunoscută (4,67%)
Componența confesională a comunei Laza
     Ortodocși (92,5%)
     Creștini după evanghelie (2,15%)
     Alte religii (0,54%)
     Necunoscută (4,81%)
Conform recensământului efectuat în 2021, populația comunei Laza se ridică la 2.975 de locuitori, în scădere față de recensământul anterior din 2011, când fuseseră înregistrați 3.114 locuitori. Majoritatea locuitorilor sunt români (95,23%), iar pentru 4,67% nu se cunoaște apartenența etnică. Din punct de vedere confesional, majoritatea locuitorilor sunt ortodocși (92,5%), cu o minoritate de creștini după evanghelie (2,15%), iar pentru 4,81% nu se cunoaște apartenența confesională.

## Istorie
La sfârșitul secolului al XIX-lea, comuna făcea parte din plasa Racova a județului Vaslui și era alcătuită din satele Bejenești, Laza, Lingurari, Oprișița, Poeana-Râșnița, Polincu și Sauca, cu o populație de 2397 de locuitori. În comună funcționa trei biserici și o școală mixtă.
Anuarul Socec din 1925 consemnează comuna în plasa Pungești din același județ, cu o populație de 4000 de locuitori (în satele Bejenești, Laza, Lingurari, Oprișița, Râșnița, Pulnicu și Sauca). În 1931, satul Pulnicu a fost desființat, comuna Laza rămânând decât cu satele Bejnești, Laza, Lingurari, Oprișița, Râșnița și Sauca).
În anul 1950, comuna a trecut în administrația raionului Vaslui din regiunea Bârlad și (după 1956) din regiunea Iași. În anul 1964, satul Lingurari a primit numele de Teișorul.
În anul 1968, comuna a trecut la județul Vaslui, reînființat, dar a fost desființată imediat, iar satele ei au fost incluse la comuna Pușcași. Tot atunci, satul Oprișița a trecut la comuna Poienești. Comuna Laza a fost reînființată în anul 2004 (satul Teișorul rămânând, de această dată, la comuna Pușcași).

## Politică și administrație
Comuna Laza este administrată de un primar și un consiliu local compus din 13 consilieri. Primarul, Constantin-Adrian Mardare[*], de la Partidul Național Liberal, este în funcție din 1 noiembrie 2024. Începând cu alegerile locale din 2024, consiliul local are următoarea componență pe partide politice:
|  | Partid                    | Consilieri | Componența Consiliului | Componența Consiliului | Componența Consiliului | Componența Consiliului | Componența Consiliului | Componența Consiliului | Componența Consiliului |
|  | ------------------------- | ---------- | ---------------------- | ---------------------- | ---------------------- | ---------------------- | ---------------------- | ---------------------- | ---------------------- |
|  | Partidul Național Liberal | 7          |                        |                        |                        |                        |                        |                        |                        |
|  | Partidul Social Democrat  | 6          |                        |                        |                        |                        |                        |                        |                        |